# Amadeu I de Espanha
Amadeu I (em italiano: Amedeo Ferdinando Maria di Savoia; Turim, 30 de maio de 1845 – Turim, 18 de janeiro de 1890) foi o Rei da Espanha de sua eleição em 1870 até sua abdicação em 1873. Era o segundo filho do rei Vítor Emanuel II da Itália e sua esposa Adelaide da Áustria, sendo conhecido durante quase toda sua vida como Duque de Aosta.
Foi eleito monarca espanhol pelas Cortes Gerais depois da deposição de Isabel II. Seu reinado foi marcado pelo crescimento do sentimento republicano, rebeliões carlistas no norte e o movimento de independência cubana. Voltou para a Itália depois de abdicar, com a Primeira República Espanhola sendo declarada como resultado.

## Primeiros anos
O príncipe Amadeu de Saboia nasceu em Turim, então parte do Reino da Sardenha. Era o terceiro filho, o segundo menino, do rei Vítor Emanuel II, que mais tarde se tornaria o primeiro rei da Itália unificada, e da arquiduquesa Adelaide da Áustria. Desde o nascimento, recebeu o título hereditário de duque de Aosta.
Ingressou no Exército Real da Sardenha como capitão em 1859 e participou da Terceira Guerra de Independência Italiana em 1866 com o posto de major-general. Liderou sua brigada em combate na Batalha de Custoza e foi ferido em Monte Croce. Em 1868, após seu casamento, foi nomeado vice-almirante da Marinha Real Italiana, cargo que deixou ao ascender ao trono da Espanha.

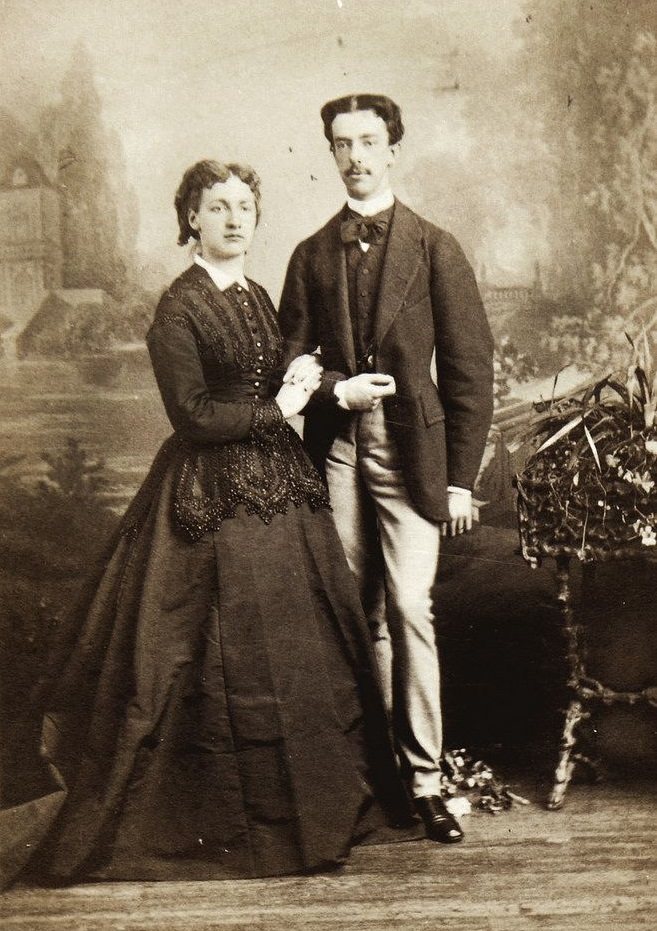
Amadeu com sua primeira esposa, Maria Vitória dal Pozzo.

Em 1867, seu pai cedeu aos apelos do deputado parlamentar Francesco Cassins e, em 30 de maio daquele ano, Amadeu casou-se com a princesa Maria Vitória dal Pozzo. O rei inicialmente se opôs ao matrimônio, alegando que a família dela não possuía rango suficiente e que esperava que seu filho se casasse com uma princesa alemã. Apesar do título principesco, Maria Vitória não era de uma família real reinante, mas sim pertencente à antiga nobreza piemontesa. Contudo, era a única herdeira da vasta fortuna de seu pai, que os subsequentes duques de Aosta herdaram, garantindo-lhes riqueza independente do dote dinástico e das pensões dos reis da Itália. O dia do casamento entre o príncipe Amadeu e Maria Vitória foi marcado pela morte de um chefe de estação, esmagado pelas rodas do trem da lua de mel.
Amadeu e Maria Vitória tiveram três filhos:
1. Emanuel Felisberto, duque de Aosta (1869-1931), marechal da Itália;
2. Vítor Emanuel, conde de Turim (1870-1946);
3. Luís Amadeu, duque de Abruzzi (1873-1933), montanhista e explorador.

Em março de 1870, Maria Vitória apelou ao sogro, o rei Vítor Emanuel II, para que repreendesse seu marido por infidelidades conjugais, que lhe causavam dor e constrangimento. No entanto, o rei respondeu dizendo que compreendia seus sentimentos, mas considerava que ela não tinha o direito de ditar o comportamento do marido e que seu ciúme era impróprio.

## Rei da Espanha

### Eleição
Após a Revolução de 1868 que depôs Isabel II, as novas Cortes Gerais iniciaram a tarefa de buscar um candidato adequado, com inclinações liberais, de uma nova dinastia para substituí-la. Eventualmente, Amadeu foi considerado. Seu pai era descendente do rei Filipe II de Espanha por meio de sua filha, a infanta Catarina Micaela, e do filho desta, Tomás Francisco de Saboia-Carignano, enquanto sua mãe era descendente do rei Carlos III de Espanha por meio de sua filha, a infanta Maria Luísa. O príncipe Amadeu foi eleito rei da Espanha em 16 de novembro de 1870 e jurou defender a Constituição em Madrid em 2 de janeiro de 1871. Enquanto o novo rei se dirigia à Espanha, o general Juan Prim, seu principal apoiador, foi assassinado, e Amadeu prestou juramento na presença do cadáver de Prim.
Esse acontecimento privou Amadeu I de um apoio indispensável, especialmente nos primeiros dias críticos, e revelou-se decisivo, considerando que a facção progressista acabou se dividindo entre os dois sucessores de Prim, Práxedes Mateo Sagasta e Manuel Ruiz Zorrilla. O novo rei entrou em Madrid em 2 de janeiro de 1871 e, nesse mesmo dia, jurou fidelidade à Constituição de 1869 perante as Cortes.

### Primeiro ano

#### Tentativa de conciliação
Após o assassinato de Prim, formou-se um governo de "conciliação", a pedido dele em seu leito de morte, sob o comando do almirante Topete, que logo foi sucedido pelo general Serrano, um unionista que havia servido como regente de 1869 até a chegada de Amadeu. Amadeu propôs Serrano como Presidente do Conselho de Ministros, com o objetivo de unificar a coalizão monárquico-democrática que sustentava seu trono. Serrano formou um gabinete diversificado: os progressistas Sagasta (Ministro do Interior) e Ruiz Zorrilla (Obras Públicas), o democrata monarquista Cristino Martos (Justiça), e o unionista Adelardo López de Ayala (Territórios Ultramarinos). Essa composição buscava conciliar as diferentes facções que apoiavam a nova dinastia.

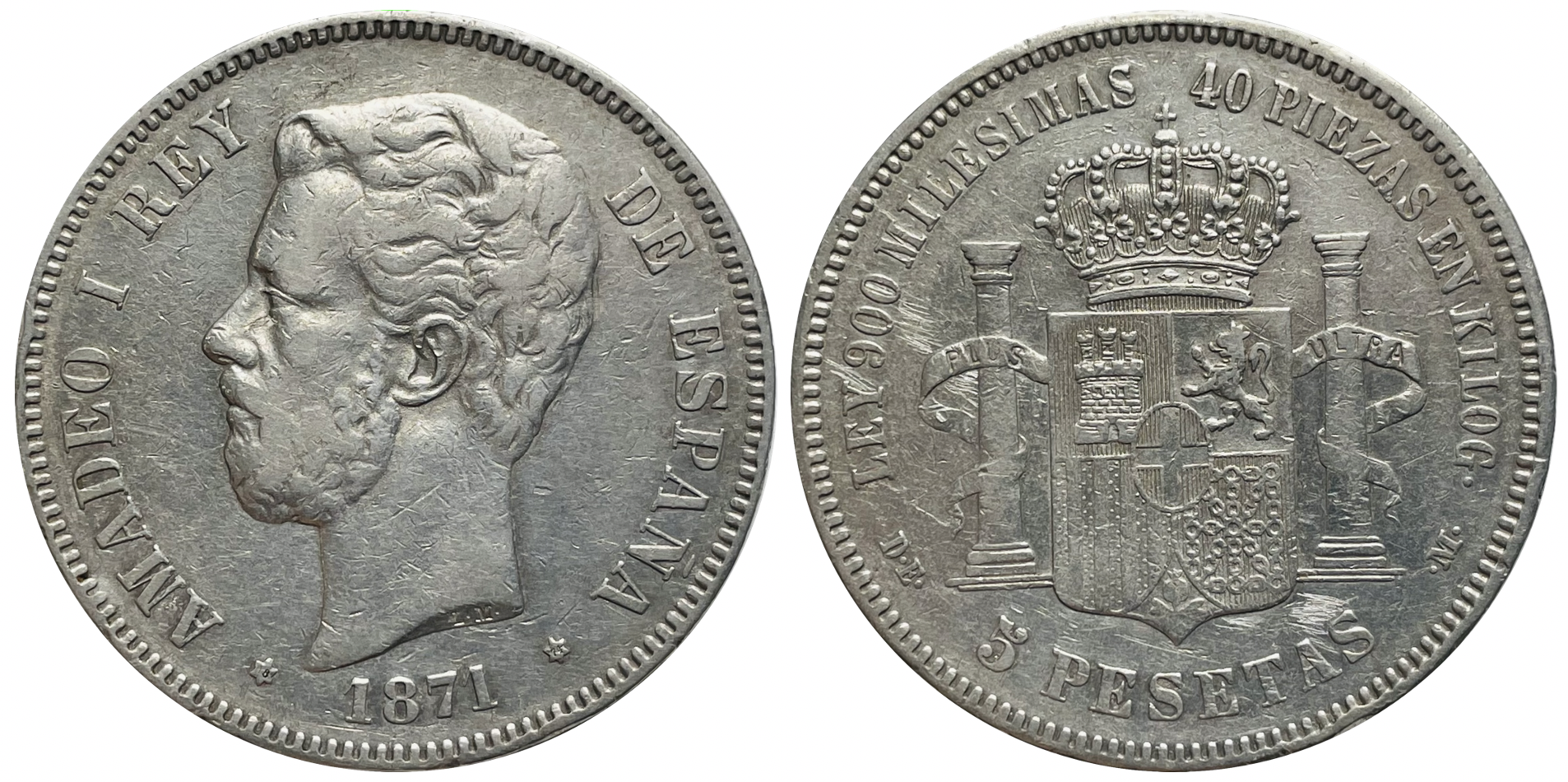
Efígie de Amadeu I de Espanha em moeda de 5 pesetas.

A administração de Serrano, vista por alguns como transitória, priorizou a realização das primeiras eleições sob Amadeu para garantir uma maioria coesa da coalizão. Foi promulgada uma lei eleitoral que retomava o sistema de votação por distritos, abandonando as circunscrições provinciais adotadas pelos progressistas em 1869. Essa mudança permitiu ao governo exercer "influência moral" nas zonas rurais, assegurando uma vitória de 235 cadeiras, aproximadamente 130 progressistas, mais de 80 unionistas "limítrofes" ou "aostistas" leais a Amadeu, e cerca de 20 democratas monarquistas. Contudo, as forças de oposição, 52 republicanos defensores de uma república federal, 51 carlistas favoráveis à monarquia tradicional e 18 moderados, obtiveram representação significativa. Unionistas dissidentes liderados por Ríos Rosas, que apoiavam o duque de Montpensier, e Antonio Cánovas del Castillo, defensor do príncipe Afonso de Bourbon, conquistaram, respectivamente, 7 e 9 cadeiras. A força dessa oposição ampliou a fragilidade interna da coalizão governante.
À medida que o governo Serrano e as Cortes abordavam os princípios democráticos da Constituição, como a instituição de júris, a separação entre Igreja e Estado, a abolição dos quintos (alistamento militar) e a questão da guerra e da escravidão em Cuba, surgiram tensões. Unionistas e os progressistas liderados por Sagasta argumentavam que coroar a Constituição com a dinastia de Saboia exigia a preservação da ordem, enquanto os progressistas de Ruiz Zorrilla e os democratas insistiam em reformas sociais, econômicas e políticas imediatas para consolidar o regime. Sagasta, provavelmente refletindo a visão de Prim, buscava a conciliação com os unionistas de Serrano como partido dinástico de direita (conservador), posicionando-se como líder da esquerda dinástica (liberal), em oposição aberta a carlistas e republicanos. Em contrapartida, Ruiz Zorrilla defendia uma aliança com os democratas (cimbrios), por meio de uma agenda reformista, visando integrar os republicanos à monarquia ao demonstrar que seus objetivos eram viáveis dentro dela. Sagasta via essa estratégia como entregar o regime a seus inimigos, rejeitava a colaboração com os republicanos e desconfiava da lealdade de Ruiz Zorrilla, o que fraturou a coalizão e condenou o projeto de "conciliação".

#### Oposição ao reinado de Amadeu

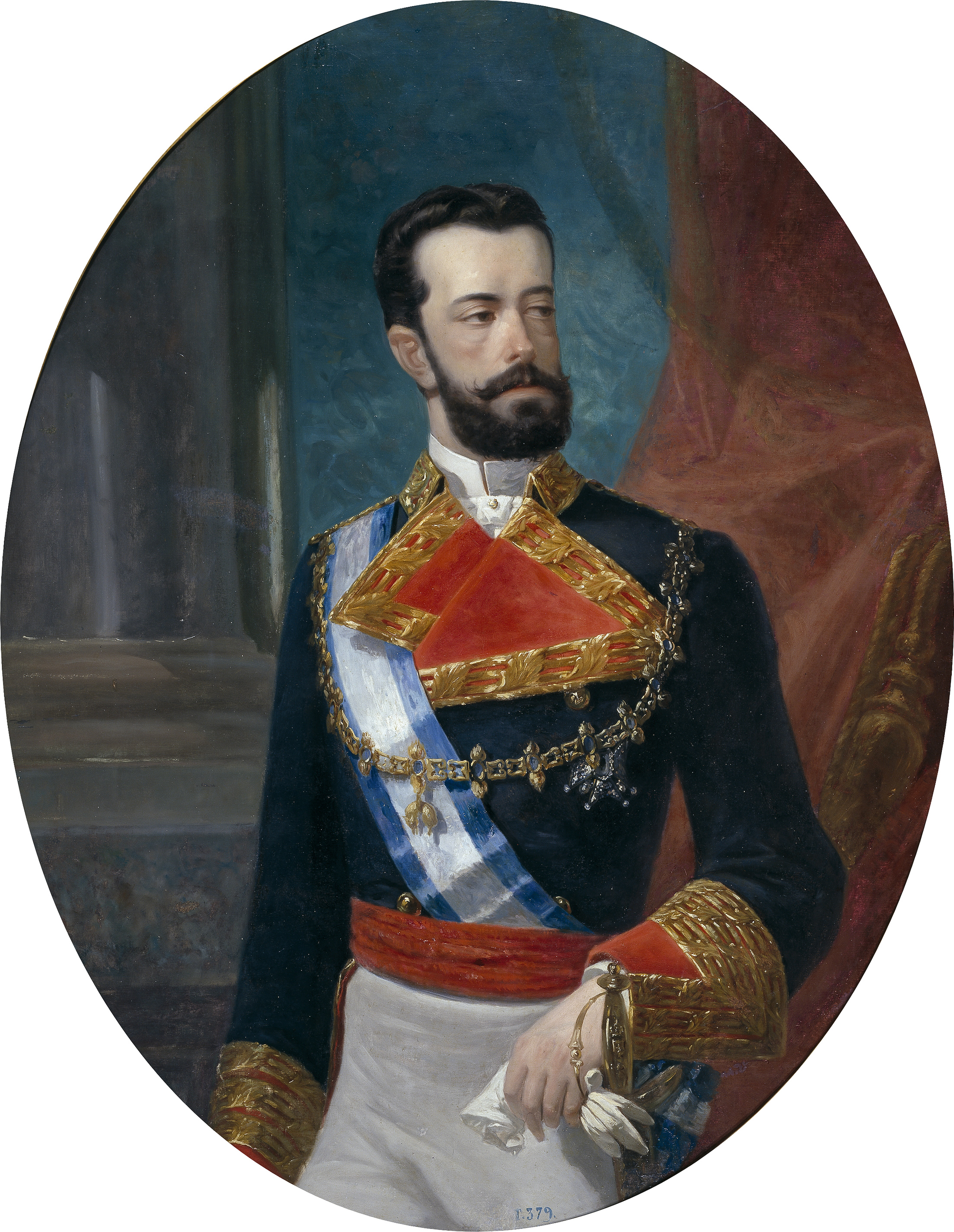
Amadeu I de Espanha, c. 1871.

A alta nobreza e a hierarquia eclesiástica recusaram-se a reconhecer a monarquia de Amadeu, vendo-a como a personificação da Revolução de 1868 que pôs fim ao reinado de Isabel II, período em que detinham privilégios. Temiam que tal regime desmantelasse seu status ou abrisse caminho para republicanos e "socialistas" contrários à propriedade e ao Estado confessional. A nobreza adotou uma postura de casticismo, alegando defender os "valores espanhóis" contra o "rei estrangeiro", boicotando a corte e desprezando Amadeu, ao mesmo tempo em que se mostrava abertamente leal aos Bourbons. Um episódio notável, a chamada "Rebelião das Mantilhas", descrita pelo padre Luis Coloma em Pequeñeces, viu mulheres da aristocracia desfilarem com mantilhas rendadas e flores-de-lis, símbolos da Restauração, isolando Amadeu e a rainha Maria Vitória em uma "corte de furriéis e lojistas", segundo o escárnio de críticos.

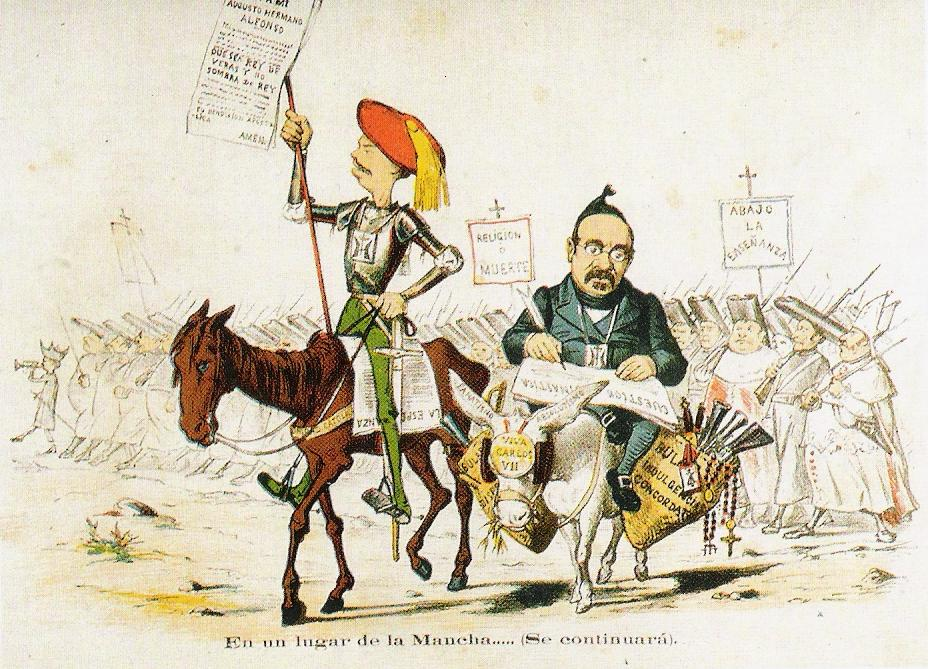
Caricatura da revista La Flaca (agosto de 1869), mostrando o neocatólico Cándido Nocedal e o carlista Carlos de Bourbon.

A Igreja opôs-se a Amadeu por ele ser filho de Vítor Emanuel II da Itália, que havia despojado o Papa Pio IX dos Estados Pontifícios, e por resistir à liberdade religiosa e às medidas de separação entre Igreja e Estado. Influenciada pelo Sílabo dos erros, a hierarquia eclesiástica exercia grande influência sobre a classe média católica e as paróquias rurais, ampliando o repúdio ao regime. Amadeu tentou reagir concedendo títulos de nobreza a apoiadores da burguesia industrial e financeira, mas as deserções aumentaram, especialmente entre aqueles ligados à escravidão em Cuba, ameaçada por planos radicais de abolição, e entre industriais catalães que se opunham ao sistema de livre-comércio de 1869, defendido pelos radicais.
Os carlistas, fortalecidos desde 1868 para além de seus redutos no País Basco, na Catalunha e na Comunidade Valenciana, apoiavam Carlos de Bourbon, neto do infante Carlos Maria Isidro, com o objetivo de restaurar uma monarquia absolutista. Sua ala neocatólica, liderada por Cándido Nocedal, buscava uma "via legal", aliando-se a republicanos nas eleições de 1871 e conquistando 51 deputados e 21 senadores. A eleição de Amadeu os irritou profundamente, embora Nocedal tenha contido levantes até setembro de 1871. Os republicanos, por sua vez, rejeitavam a monarquia por completo e defendiam a instauração de uma república federal, inspirados na queda do Segundo Império Francês. O Partido Republicano Federal reunia facções diversas, desde defensores da propriedade até "socialistas" e federalistas como Francisco Pi y Margall e Nicolás Salmerón, divididas entre legalistas abertos à cooperação com os radicais e insurrecionalistas favoráveis à revolta.

#### Divisão dos progressistas

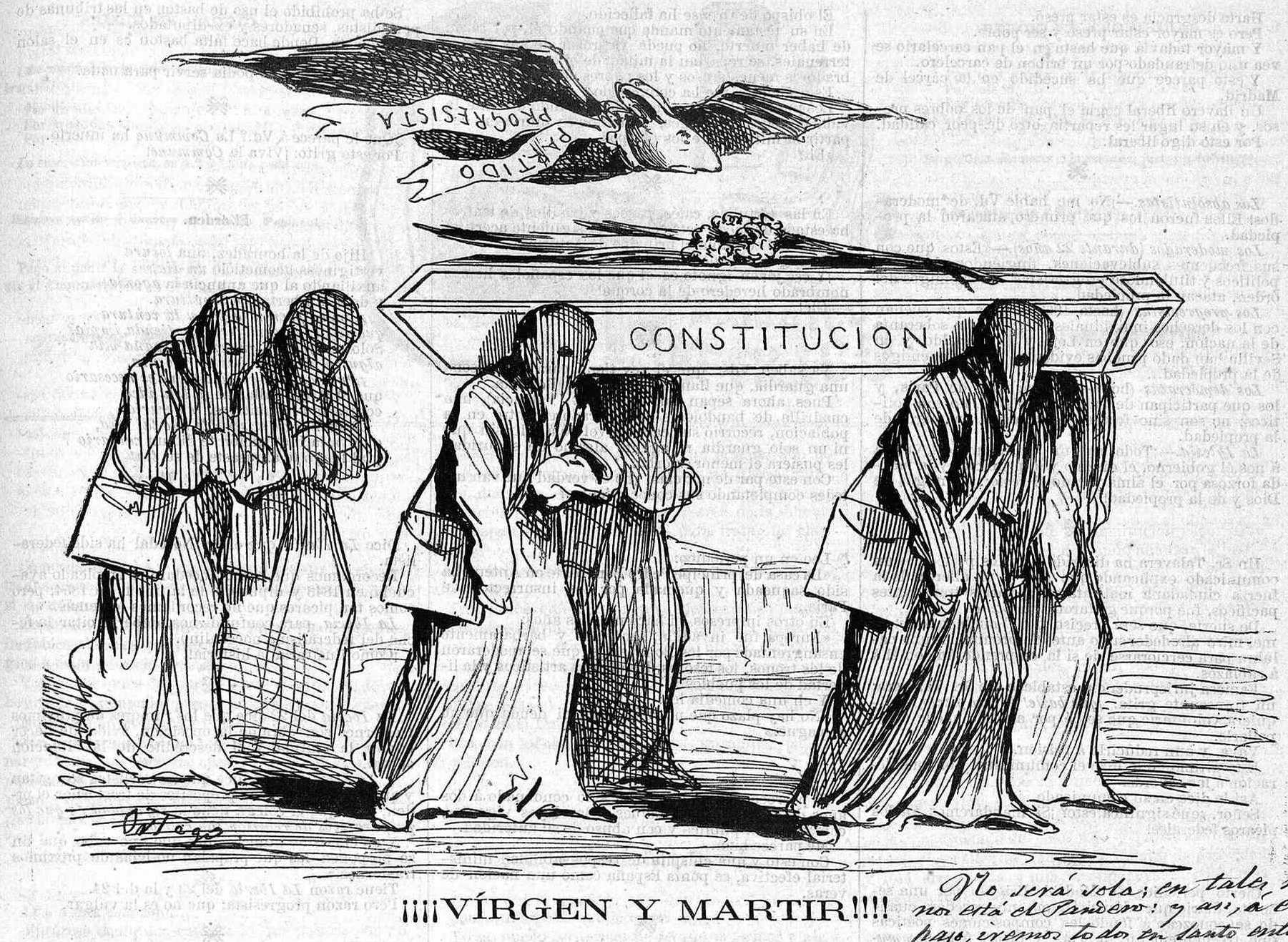
Caricatura de Francisco Ortego, ¡¡¡¡Virgen y mártir!!!!, publicada na revista Gil Blas em 28 de maio de 1871, satirizando o destino da Constituição sob o governo de Serrano.

Em 15 de julho de 1871, os ministros radicais, Manuel Ruiz Zorrilla, Cristino Martos, José María Beránger e Moret, renunciaram ao governo de "conciliação" de Serrano, com o objetivo de pôr fim à ampla coalizão e forçar uma cisão entre conservadores e radicais. O rei Amadeu I, ainda defensor da unidade, nomeou a contragosto Ruiz Zorrilla como presidente em 24 de julho, marginalizando tanto os unionistas quanto os progressistas de Sagasta, que pretendiam manter a coalizão diante das ameaças ao regime. Ruiz Zorrilla tentou incluir a facção de Sagasta, mas este recusou, argumentando no Congresso que uma política de "partido exclusivo" colocava a monarquia em risco.
Ruiz Zorrilla então formou um governo com sua própria facção progressista e os democratas, assumindo ele mesmo a pasta do Interior. O gabinete incluía Eugenio Montero Ríos (Justiça), general Fernando Fernández de Córdova (Guerra), Servando Ruiz Gómez (Fazenda), Santiago Diego-Madrazo (Obras Públicas), Tomás María Mosquera (Ultramar) e o vice-almirante José María Beránger (Marinha). Martos recusou o Ministério do Estado. Apresentado às Cortes em 25 de julho, o lema do governo, "liberdade, moralidade, civilidade", indicava uma agenda reformista.
As tensões aumentaram quando os democratas tentaram substituir Salustiano Olózaga na presidência do Congresso por seu líder, Nicolás María Rivero. Os progressistas de Sagasta reagiram nomeando o próprio Sagasta, temendo a inclinação republicana de Rivero. Em 1 e 2 de outubro, Ruiz Zorrilla e Sagasta se reuniram para evitar a divisão progressista, mas Ruiz Zorrilla rejeitou o candidato de compromisso proposto por Sagasta, priorizando sua aliança com os democratas radicais em detrimento da unidade partidária. Sagasta advertiu: "Você fica com os cimbrios e rompe com seus velhos amigos; as consequências serão desastrosas". Em 3 de outubro, Sagasta derrotou Rivero (123 votos contra 113) para a presidência do Congresso, resultado que Ruiz Zorrilla interpretou como um voto de desconfiança, levando-o a renunciar.
Amadeu, recém-chegado de uma turnê pelo leste da Espanha para angariar apoio popular, incluindo uma visita ao general Espartero em Logroño, que lhe prometeu lealdade, recusou o pedido de Ruiz Zorrilla para dissolver as Cortes, alegando não haver base constitucional ou censura formal. Sagasta confirmou seu apoio contínuo ao programa de 25 de julho e instou o rei a convencer Ruiz Zorrilla a permanecer, ressaltando que o governo ainda dispunha de maioria.

#### Tentativa de reunificação dos progressistas
Com Ruiz Zorrilla irredutível, Amadeu ofereceu o cargo de primeiro-ministro a Espartero, que recusou devido à idade avançada, e então a Sagasta, que indicou José Malcampo, um oficial naval revolucionário de 1868, para evitar um confronto direto. Malcampo, nomeado em 5 de outubro, era um progressista visto como não reacionário por seu papel ao lado de Topete na Revolução de 1868. Seu governo, uma ponte para a futura liderança de Sagasta em 21 de dezembro de 1871, supervisionou a cisão irreversível do Partido Progressista: de um lado, a facção conservadora de Sagasta, alinhada à União Liberal; de outro, o grupo "progressista democrático" ou Partido Radical de Ruiz Zorrilla, que incluía democratas como Martos e Rivero.
A facção de Sagasta buscava a reunificação com base em seu programa "histórico", que priorizava a soberania nacional sobre os direitos individuais, permitindo que as Cortes os regulassem em nome da ordem. Já o grupo de Ruiz Zorrilla defendia a inviolabilidade dos direitos, deixando os excessos à decisão dos tribunais. O gabinete exclusivamente progressista de Malcampo, sem unionistas,  manteve o programa de 25 de julho de Ruiz Zorrilla, sinalizando uma intenção de transição. No entanto, os "zorrillistas" declararam Ruiz Zorrilla seu "chefe ativo" (com Espartero como "chefe passivo"), apostando em reformas para aproximar a monarquia do povo e conquistar o apoio republicano. Os progressistas de Sagasta responderam criando seu próprio comitê partidário em 20 de outubro, formalizando a ruptura. Tentativas de reconciliação, promovidas por figuras como Ángel Fernández de los Ríos, fracassaram, com veteranos como Olózaga e Espartero demonstrando preferência por Sagasta.

#### Voto de desconfiança e eleições municipais
Em 13 de novembro, os radicais apresentaram uma moção de censura contra o governo Malcampo, apelidado de "ministério pirata" por suposta corrupção, com o objetivo de evitar eleições antecipadas. Os carlistas uniram-se à iniciativa com uma moção de cunho religioso, mas, em 17 de novembro, os 127 votos de apoio a Malcampo (dos progressistas de Sagasta e dos unionistas) foram superados pelos 166 votos da oposição (radicais, republicanos e carlistas). Amadeu suspendeu as Cortes, evitando a renúncia, alegando que a aliança radical antidinástica era um escândalo. Nas eleições municipais de 9 de dezembro, os radicais aliaram-se aos republicanos, conquistando cerca de 400 das 600 principais municipalidades, contra 200 do grupo de Malcampo, embora o governo tenha vencido em 25 das 47 capitais provinciais. A alta abstenção (40–50%) dificultou a interpretação dos resultados, e Amadeu recusou a tentativa de Ruiz Zorrilla de voltar ao poder.
Diante da reabertura das Cortes, Malcampo renunciou em 19 de dezembro, vendo como inviável a unidade progressista. Amadeu nomeou Sagasta em 21 de dezembro, respeitando as normas parlamentares ao permitir que o presidente do Congresso sucedesse um primeiro-ministro renunciante, sem violação constitucional.

### Segundo ano

#### Os conservadores constitucionais no poder
Em 21 de dezembro de 1871, Práxedes Mateo Sagasta formou um governo, inicialmente oferecendo aos Radicais de Manuel Ruiz Zorrilla quatro dos oito ministérios, metade do gabinete, com o objetivo de unificar os Progressistas. Os Radicais recusaram, por não estarem dispostos a abandonar sua aliança com os Democratas nem o seu "pacto benevolente" com os Republicanos. Em uma reunião, Ruiz Zorrilla disse a Sagasta: "Sou mais que progressista, sou radical". Sagasta então se aliou aos Unionistas do general Serrano, que ingressaram com uma pasta, o almirante Topete assumiu o Ministério de Ultramar. A maioria dos ministérios foi ocupada por Progressistas "históricos": José Malcampo (Guerra e Marinha), Bonifacio de Blas (Interior), além de nomes como Santiago de Angulo, Francisco de Paula Angulo e Alonso Colmenares.
Em 22 de janeiro de 1872, Sagasta apresentou seu governo às Cortes, qualificando-o como "progressista-conservador". Seu objetivo era equilibrar os direitos garantidos pela Constituição de 1869 com a ordem, defendendo a monarquia como "o fundamento essencial das liberdades públicas". Propôs um sistema bipartidário composto por partidos "leais e benevolentes", um mais progressista, outro menos, ambos liberal-conservadores. As Cortes rejeitaram a proposta, mas com mais votos dinásticos a favor, Amadeu concedeu a Sagasta um decreto de dissolução para convocar novas eleições e garantir uma maioria. Os Radicais reagiram com os slogans “Radicais, defendei-vos!” e “Deus salve a pátria! Deus salve a dinastia! Deus salve a liberdade!”, enquanto os Republicanos declararam: "O Rei rompeu com o Parlamento, hoje termina a dinastia de Saboia".
Os Radicais culparam uma camarilha palaciana, assessores italianos como Dragonetti e Nicolás Ronchi, conservadores e aliados neocatólicos da rainha Maria Vitória, por bloquearem seu acesso ao poder. Em 23 de janeiro, Ruiz Zorrilla criticou o rei nas Cortes, invocando um "direito à revolta" diante das liberdades ameaçadas. Os jornais radicais voltaram-se contra Amadeu, e suas lideranças passaram a boicotar os almoços no palácio (com exceção de Moret). Em um comício em 2 de fevereiro, José Echegaray exigiu que o Palácio de Oriente "abrisse suas janelas" à liberdade, enquanto o jornal El Imparcial, em 22 de fevereiro, comparou o reinado de Amadeu ao de Isabel II, qualificando o ministério de Sagasta como "reacionário".

#### Nascimento do Partido Constitucional e da "Coligação Nacional"
Os Progressistas de Sagasta e os Unionistas formaram um comitê eleitoral em 22 de janeiro, emitindo um manifesto que resumia o programa do governo. Os Unionistas pressionaram pela criação de um partido único, mas Sagasta idealizava um "terceiro partido" que unisse ambos os lados para reunir os Progressistas. Amadeu interveio, encarregando o unionista José Luis Albareda de elaborar um plano para um Partido Conservador que alternasse no poder com os Radicais. Diante da pressão real, e após uma breve renúncia, Sagasta cedeu. Em 21 de fevereiro de 1872, surgiu o Partido Constitucional, com o objetivo de defender "a Liberdade, a Constituição de 1869, a dinastia de Amadeu I e a integridade territorial". O gabinete reorganizado equilibrou quatro Progressistas e três Unionistas sob a liderança de Sagasta.
Os Radicais, buscando derrubar o governo, ampliaram sua "Coligação Nacional" de dezembro de 1871 com os Republicanos para incluir também Carlistas e, mais tarde, Moderados Afonsinos. Unidos pelo objetivo de "derrotar o governo, fruto da imoralidade e da mentira", adotaram slogans patrióticos como "Espanha para os espanhóis", defendido pelo republicano Emilio Castelar. A coligação concordou em lançar um único candidato por distrito, favorecendo aquele com melhor desempenho anterior, para maximizar os votos.

#### Eleições em abril de 1872

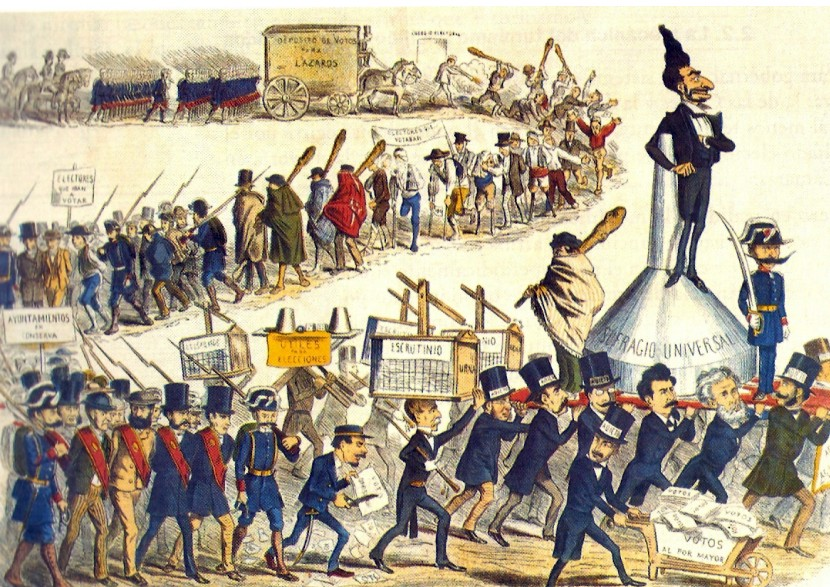
Charge do jornal La Carcajada, de 18 de abril de 1872, ridicularizando da fraude eleitoral de Sagasta.

As eleições em 2 de abril de 1872 concederam aos Constitucionalistas mais de 200 cadeiras, com os Unionistas superando numericamente os Progressistas, fortalecendo a influência de Serrano. A vitória foi alcançada por meio de "influência moral", manipulação eleitoral, apesar do apelo de Amadeu por justiça, ao qual Sagasta respondeu: "tão puras quanto podem ser na Espanha". Uma circular enviada aos governadores detalhava as táticas: compra de votos, superlotação das seções eleitorais com simpatizantes e uso da polícia para reprimir dissidentes. A Coligação Nacional obteve cerca de 150 cadeiras, sendo 42 dos Radicais, com Republicanos, Carlistas e Afonsistas somados, em meio a alta abstenção e agitação nas regiões carlistas (País Basco, Navarra) e federalistas (Mediterrâneo). O fraco desempenho dos Radicais pôs em dúvida a liderança de Ruiz Zorrilla, levando alguns a considerar o abandono dos meios legais.
As eleições selaram a cisão do Partido Progressista: a facção de Sagasta fundiu-se com os Unionistas no Partido Constitucional, enquanto Ruiz Zorrilla passou a liderar o Partido Radical junto aos Democratas, incluindo Cristino Martos e Nicolás María Rivero.

#### Revolta Carlista

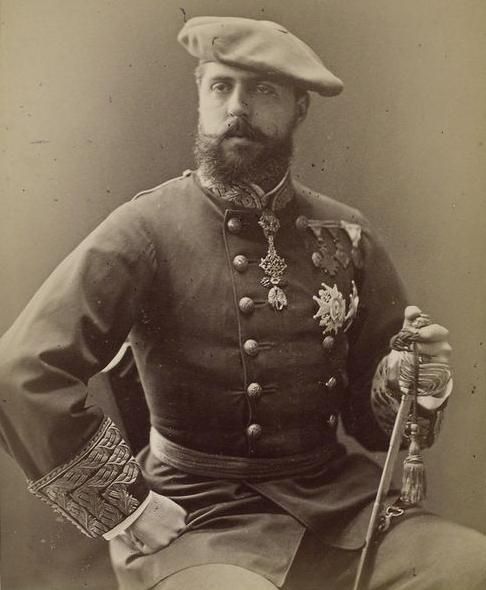
Carlos de Bourbon, pretendente carlista.

Nas eleições em abril de 1872, os carlistas caíram de 51 para 38 cadeiras, fortalecendo sua facção insurrecional em detrimento dos legalistas neocatólicos liderados por Cándido Nocedal. Seu manifesto de 8 de março sugeria a iminência da guerra: "agora às urnas, depois para onde Deus nos chamar". Em 14 de abril, Carlos de Bourbon ordenou que os deputados eleitos boicotassem as Cortes e iniciou a Terceira Guerra Carlista, planejada como alternativa caso a estratégia parlamentar de Nocedal fracassasse. Nocedal renunciou imediatamente. Em um manifesto, Carlos de Bourbon conclamou os espanhóis:
"A santa religião de nossos pais está sendo perseguida... a anarquia triunfa, o erário é saqueado... Se isso continuar, os pobres ficarão sem pão e a Espanha sem honra... Pelo nosso Deus, nossa pátria e vosso Rei, levantai-vos, espanhóis!"[carece de fontes?]
Em 2 de maio, Carlos de Bourbon entrou na Espanha por Vera de Bidasoa, proclamando "Abaixo o estrangeiro e viva a Espanha!" Derrotado na Batalha de Oroquieta em 4 de maio, fugiu para a França. O general Serrano, comandando o exército do norte, assinou a Convenção de Amorebieta em 24 de maio com os deputados carlistas da Biscaia, encerrando os combates basco-aragoneses por meio de anistia e reintegração dos oficiais rebeldes, medida criticada como excessivamente branda por militares, radicais e republicanos. A atividade carlista persistiu na Catalunha, com Carlos de Bourbon prometendo restaurar os fueros catalães em 16 de junho, até uma nova insurreição basco-aragonesa em dezembro de 1872; a guerra perdurou além do reinado de Amadeu, encerrando-se apenas em 1876.

#### Fim do governo conservador

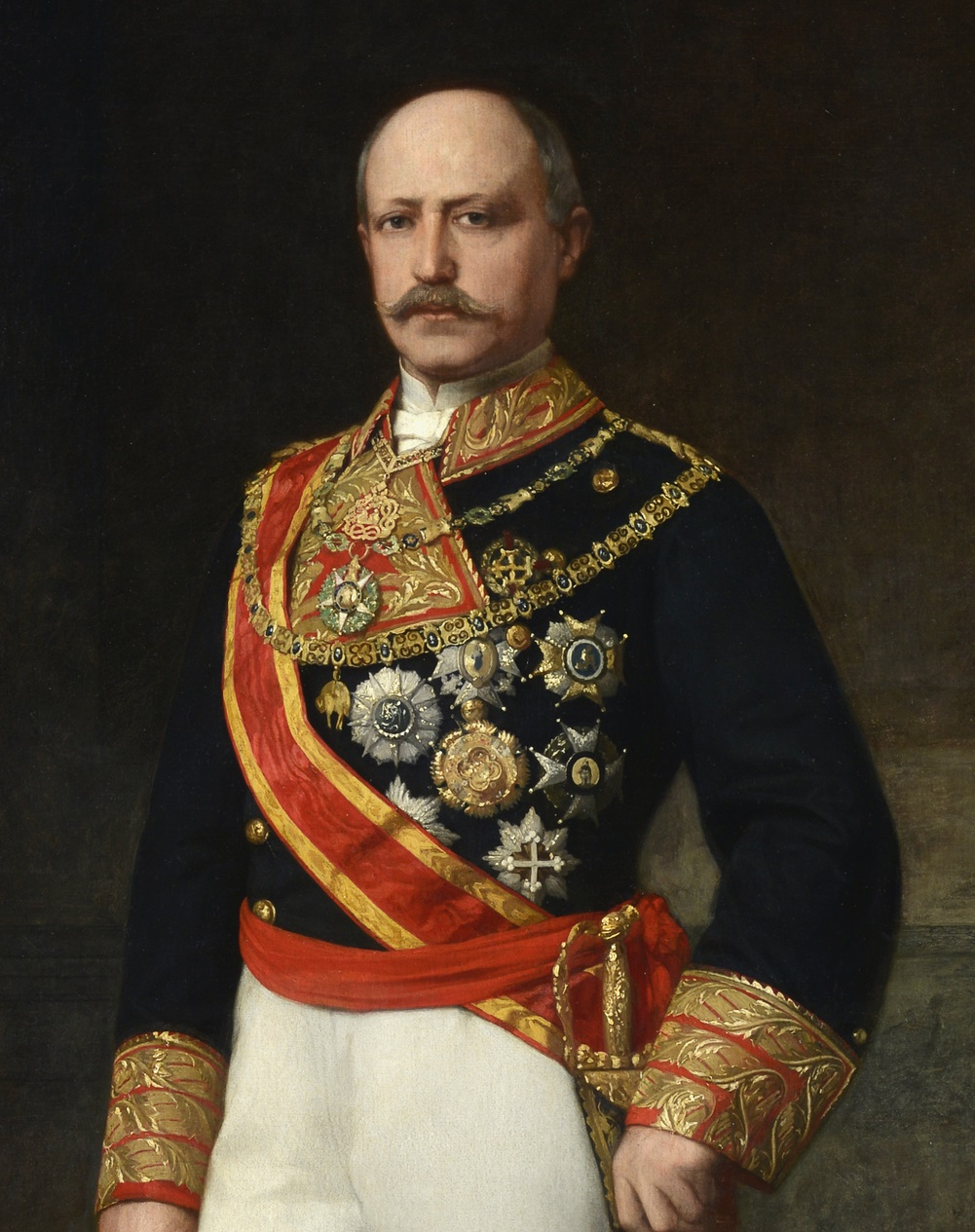
o general Serrano.

O governo de Sagasta enfrentou uma crise em maio de 1872 após um escândalo envolvendo o desvio de dois milhões de réis do Ministério do Ultramar para o Ministério do Interior, provavelmente destinados a fraudes eleitorais por meio de uma Ressurreição de Lázaro (votos atribuídos a eleitores falecidos). Rumores também associaram o caso a um caso abafado envolvendo o círculo de Amadeu ou Serrano, embora a corrupção fosse a causa mais provável. A defesa de Sagasta, alegando pagamentos reservados para frustrar conspirações, baseou-se em documentos falsificados, expondo ilegalidades. Negado um voto de confiança pela sua maioria, incluindo unionistas mais indignados com a violação do que com os fundos, Sagasta renunciou em 22 de maio.

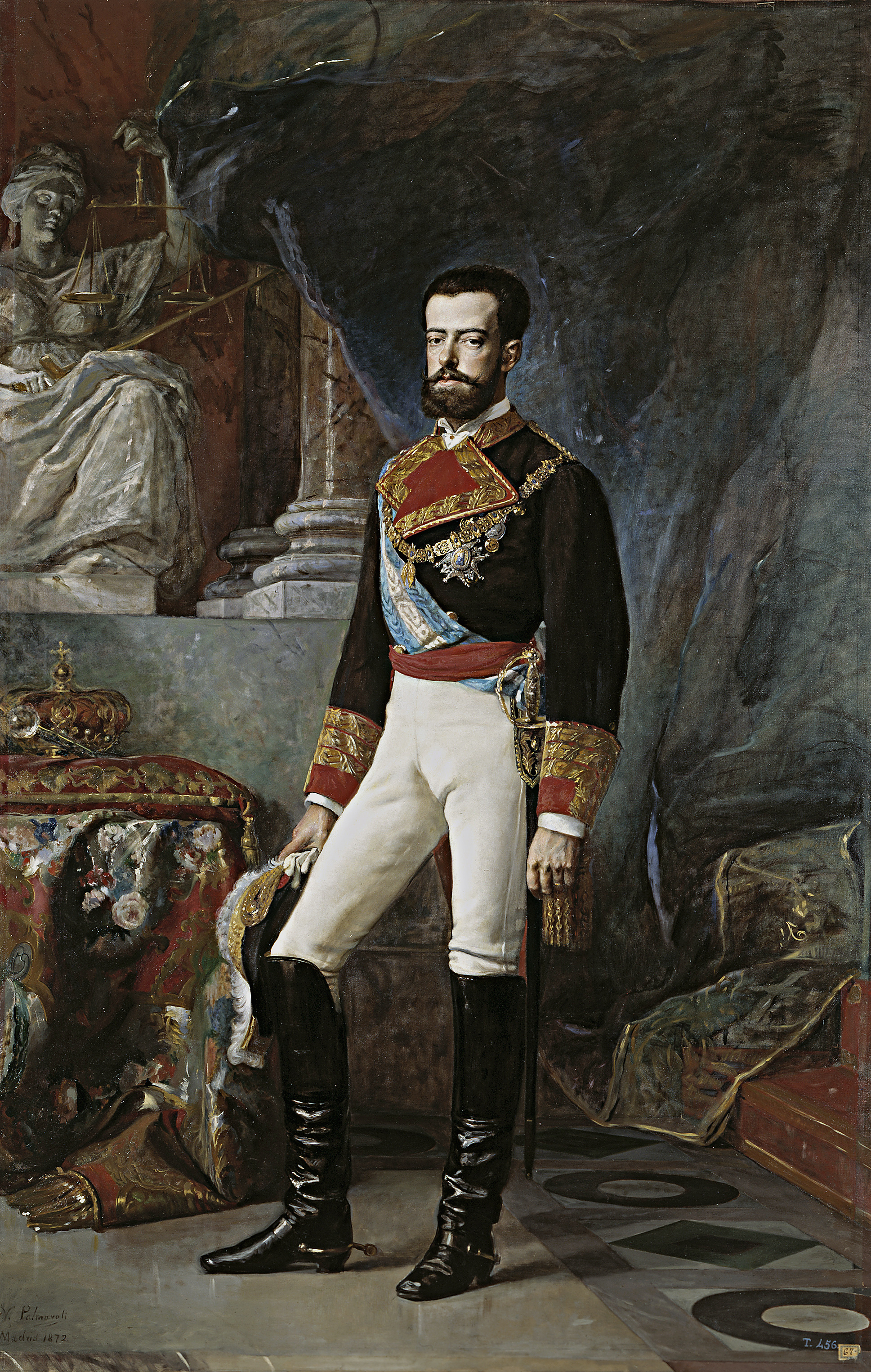
Amadeu I.

Em 26 de maio, Amadeu nomeou Serrano, então combatendo os carlistas, como presidente, assumindo que a maioria das Cortes de sua coalizão se manteria. O gabinete de Serrano misturava três ex-progressistas e cinco ex-unionistas, incluindo um afonsista da facção de Antonio Cánovas del Castillo. O almirante Topete apresentou-o ao Congresso em 27 de maio, enquanto Serrano se atrasava. Inesperadamente, Manuel Ruiz Zorrilla comprometeu-se a uma "oposição leal, legal e respeitosa", aceitando as regras da monarquia constitucional, uma mudança contestada por radicais como Cristino Martos, que rejeitavam esperar anos pelo poder ou auxiliar a "reação". Sem apoio, Ruiz Zorrilla renunciou ao seu assento em 31 de maio após encontro com Amadeu por seu aniversário, retirando-se para sua propriedade em Soria, "La Tablada", relutante em aderir a um caminho antidinástico ou insurrecional. A imprensa radical culpou o rei e a rainha.
A Convenção de Amorebieta quase derrubou Serrano, com ministros se opondo à reintegração de oficiais rebeldes como uma "degradação" do exército e do governo. O apoio de Amadeu e a ratificação das Cortes (republicanos contra, radicais abstendo-se) salvaram-no, e Serrano assumiu o cargo em 4 de junho. No entanto, radicais sob Martos e republicanos desafiaram a legitimidade de Serrano, citando sua inclusão alfonsista, alimentando retórica pré-revolucionária como "A Revolução está morta! Viva a Revolução!" O artigo do El Imparcial de 10 de junho, "A Louca do Vaticano", atacava sutilmente a rainha Maria Vitória.
Em 6 de junho, radicais mobilizaram os Voluntários da Liberdade de Madrid para protestar na Plaza Mayor. Serrano alojou tropas e, em 11 de junho, solicitou um decreto suspendendo as garantias constitucionais, aprovado pelas Cortes, para conter uma iminente revolta republicana, à qual os radicais pareciam prestes a aderir após a saída de Ruiz Zorrilla. Um comício planejado para 16 de junho sob "A Revolução de Setembro [Revolução de 1868] e a Liberdade da Pátria" omitia a dinastia, alarmando Amadeu. Recusando-se a assinar e arriscar um conflito civil, forçou a renúncia de Serrano em 12 de junho. A milícia reunida naquele dia dispersou ao ouvir a notícia. Serrano, após menos de 20 dias, retirou-se para Arjona, dizendo a um diplomata francês: "Devemos nos livrar daquele imbecil", referindo-se a Amadeu.

#### Os radicais no poder
Após a queda de Serrano, Amadeu nomeou o general Fernando Fernández de Córdova presidente interino até o retorno de Ruiz Zorrilla, acalmando as críticas da imprensa radical. Até 300 radicais, liderados por Nicolás María Rivero, José María Beránger e Francisco Salmerón, visitaram "La Tablada" para solicitar o retorno de Ruiz Zorrilla, sendo recebidos por milhares em Madrid. Ele exigiu a dissolução inconstitucional das Cortes e novas eleições, menos de quatro meses após as de abril, pressionando Amadeu, que cedeu, aparentando ser partidário dos radicais. Jorge Vilches considera isso um "golpe de Estado" dos radicais, forçando o poder por meio de ameaças e violações constitucionais.
Ruiz Zorrilla formou seu governo em 13 de junho, assumindo o Ministério do Interior, com os ex-democratas Martos (Estado) e Echegaray (Obras Públicas), os ex-progressistas Eduardo Gasset y Artime (Ultramar), Servando Ruiz Gómez (Finanças), Eugenio Montero Ríos (Justiça) e Beránger (Marinha), além de Fernández de Córdova (Guerra). Rivero foi indicado para a presidência do Congresso. Uma purga demitiu 40.000 servidores públicos para nomear leais ao governo.

#### Tentativa de assassinato

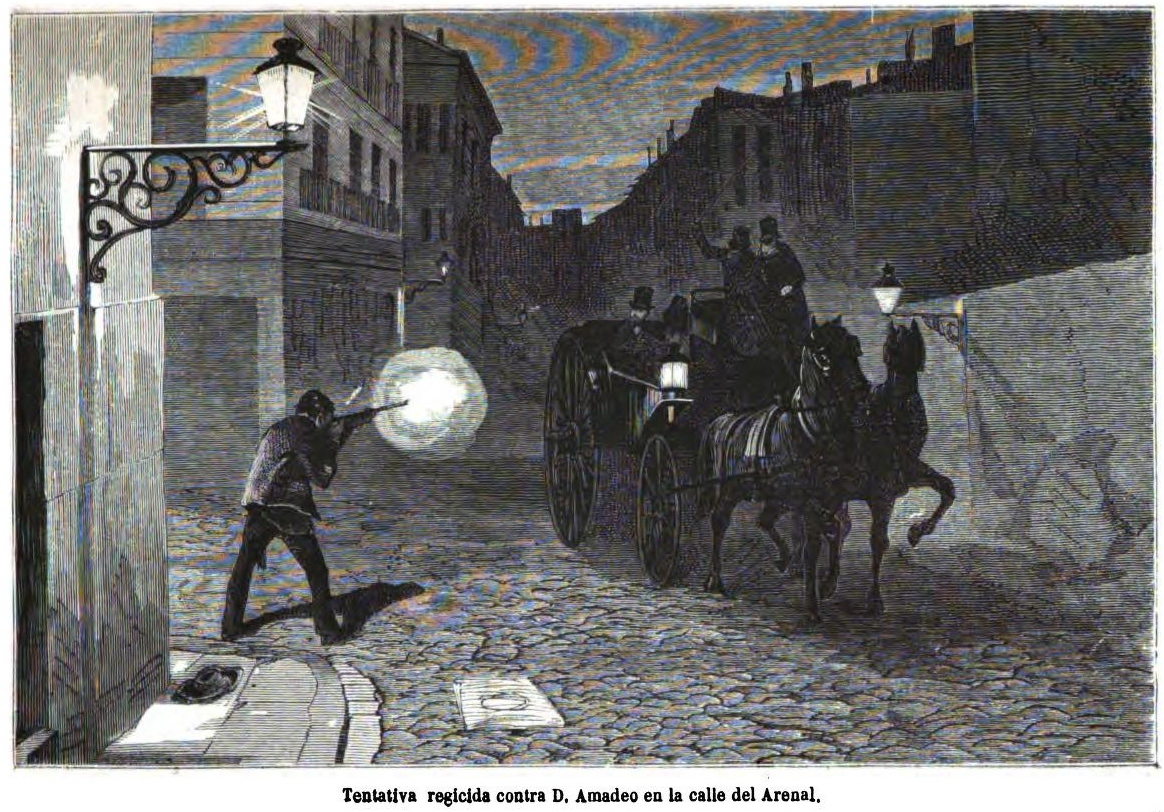
Tentativa de assassinato contra Amadeu I, em 18 de julho de 1872, na Calle del Arenal.

Em 18 de julho, Amadeu e a rainha Maria Vitória sobreviveram a uma tentativa de assassinato na Calle del Arenal, em Madrid, o que intensificou seu isolamento como rei dependente dos Radicais. Avisado por meio de Martos e do governador Pedro Mata, Amadeu recusou-se a alterar seu trajeto; agentes de Mata prenderam os atacantes, federalistas republicanos, após abrirem fogo. Francisco Pi y Margall os defendeu no tribunal. Seguiram-se humilhações públicas: ataques à carruagem na Calle de Alcalá, arremesso de lama em Cedaceros, insultos nas proximidades do Retiro e desfeitas aristocráticas como o episódio das "mantillas".

#### Eleições em agosto de 1872

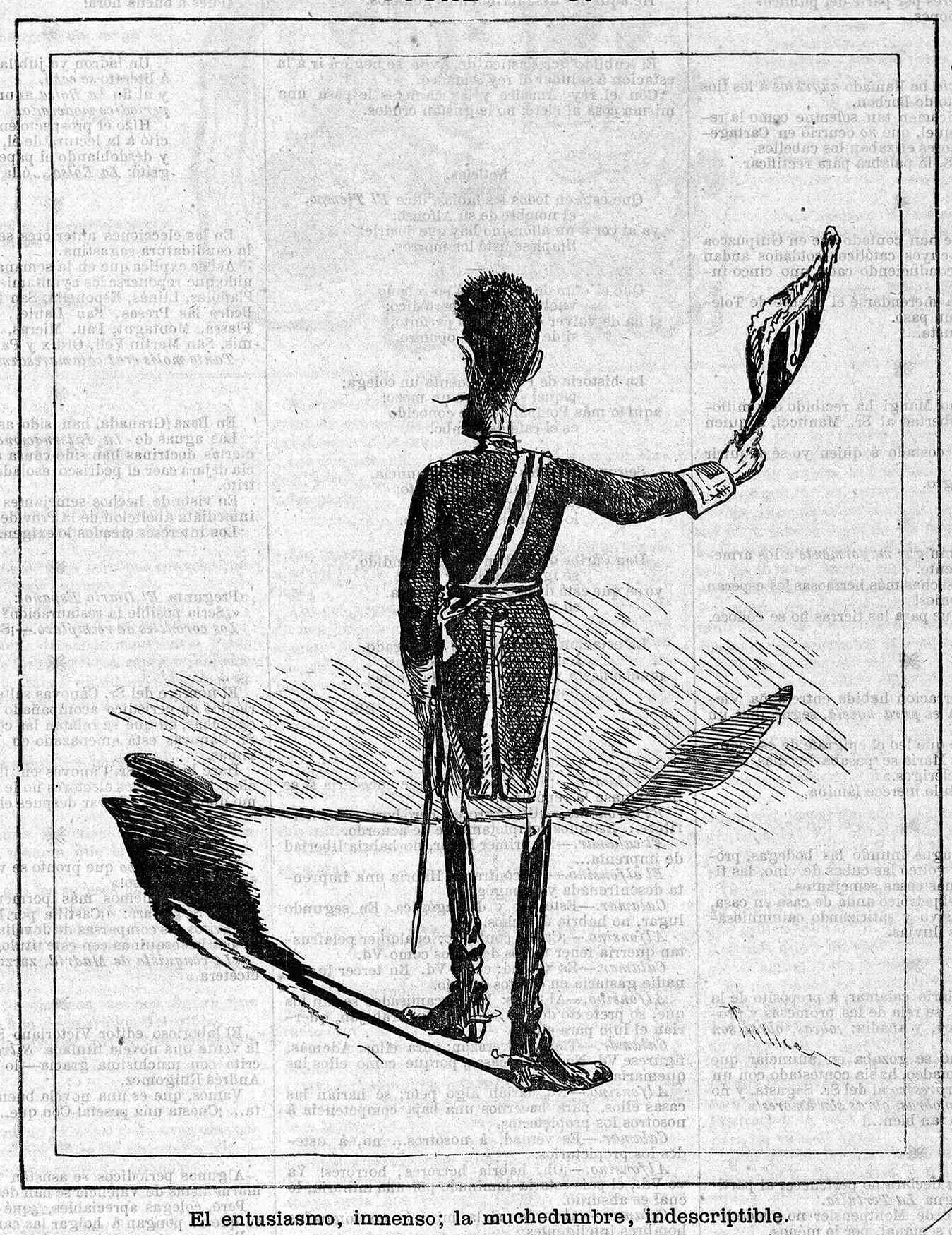
Caricatura de Amadeu I por Josep Lluís Pellicer. Publicada em 4 de agosto de 1872 na revista Gil Blas.

Nas eleições em 24 de agosto de 1872, os Radicais propuseram julgamentos por júri, a abolição do serviço militar obrigatório, a separação entre Igreja e Estado, a educação pública e o fortalecimento da milícia, para cumprir as promessas de 1868 às classes trabalhadoras. O Partido Constitucional debateu sua participação, optando em 5 de julho por concorrer para bloquear uma República, mas apresentou poucos candidatos em meio ao derrotismo, com Serrano recusando-se a concorrer, enfraquecendo o pilar conservador da dinastia. Topete, Sagasta e Ríos Rosas lideraram a chapa. Os Radicais conquistaram 274 cadeiras, com 77 Republicanos, 14 Constitucionalistas e 9 Moderados, beneficiados por um pacto Radical-Republicano e por mais de 50% de abstenção devido a boicotes e apatia.
Vilches observa que as eleições desacreditaram a Revolução de 1868 entre os conservadores, deslocando o regime para a esquerda por meio de ilegalidades, marginalizando os Constitucionalistas e alinhando Amadeu aos Radicais, o que gerou conversas sobre a restauração dos Bourbons com Afonso de Bourbon. A carta de Montpensier de 20 de junho, que endossava Afonso como herdeiro progressista, ganhou apoio entre os Moderados liberais de Cánovas.

#### Projeto de Abolição da Escravatura em Porto Rico
Em 15 de setembro, o programa de reformas de Ruiz Zorrilla aprovou apenas a Lei de Processo Penal. A abolição da escravatura em Porto Rico, com abolição imediata, regime provincial e divisão da autoridade civil-militar, dividiu o gabinete. O ministro das Colônias, Gasset y Artime, e o ministro das Finanças, Ruiz Gómez, renunciaram, sendo substituídos por Tomás María Mosquera, que apresentou a proposta em 24 de dezembro, apoiada por republicanos e pela Sociedade Abolicionista Espanhola. A abolição em Cuba foi adiada devido à pressão do Centro Hispano Ultramarino. Os conservadores temiam a desestabilização de Porto Rico e o incentivo aos rebeldes cubanos, enquanto os Radicais viam a medida como um gesto de paz. A oposição da Liga Nacional, incluindo Serrano e Cánovas, buscava um governo conservador para frear as reformas sem derrubar o regime.

#### Reformas interrompidas e divisão entre os radicais
No segundo governo de Manuel Ruiz Zorrilla, os conflitos em curso, a Terceira Guerra Carlista e a Guerra de Independência Cubana, impediram o cumprimento de sua promessa de abolir o serviço militar obrigatório. O anúncio de um novo recrutamento no final de 1872 provocou motins em várias cidades, fortalecendo os republicanos federais "intransigentes" a impulsionarem sua agenda insurrecional. A revolta mais significativa eclodiu em 11 de outubro em Ferrol, mas desmoronou devido à falta de apoio local e à ausência de repercussão nacional. Líderes republicanos "benevolentes", como Francisco Pi y Margall, condenaram-na nas Cortes em 15 de outubro como um "verdadeiro crime", dada a existência de liberdades "plenamente garantidas", aprofundando a divisão do partido entre legalistas e insurrecionistas, um conflito que só não se agravou graças à proclamação da República quatro meses depois.
A Guerra Carlista se intensificou em dezembro de 1872, atrasando novamente a abolição do serviço militar obrigatório. Os republicanos rejeitaram as políticas de Ruiz Zorrilla, com a formação de pequenos grupos rebeldes na Andaluzia, embora menos ameaçadores que os carlistas. Em meio a esse turbilhão, Ruiz Zorrilla tentou reatar laços com o Partido Constitucional propondo que tribunais comuns, e não o Senado, julgassem Sagasta pelo "escândalo dos dois milhões de reais". A iniciativa fracassou, pois deputados democráticos, liderados pelo presidente da Câmara Nicolás María Rivero, e os ministros Cristino Martos e José Echegaray, uniram-se aos republicanos para rejeitá-la. Essa cisão interna fortaleceu a estratégia dos republicanos “benevolentes” de atrair ex-Democratas para uma maioria parlamentar capaz de derrubar a monarquia.

### Abdicação e proclamação da República

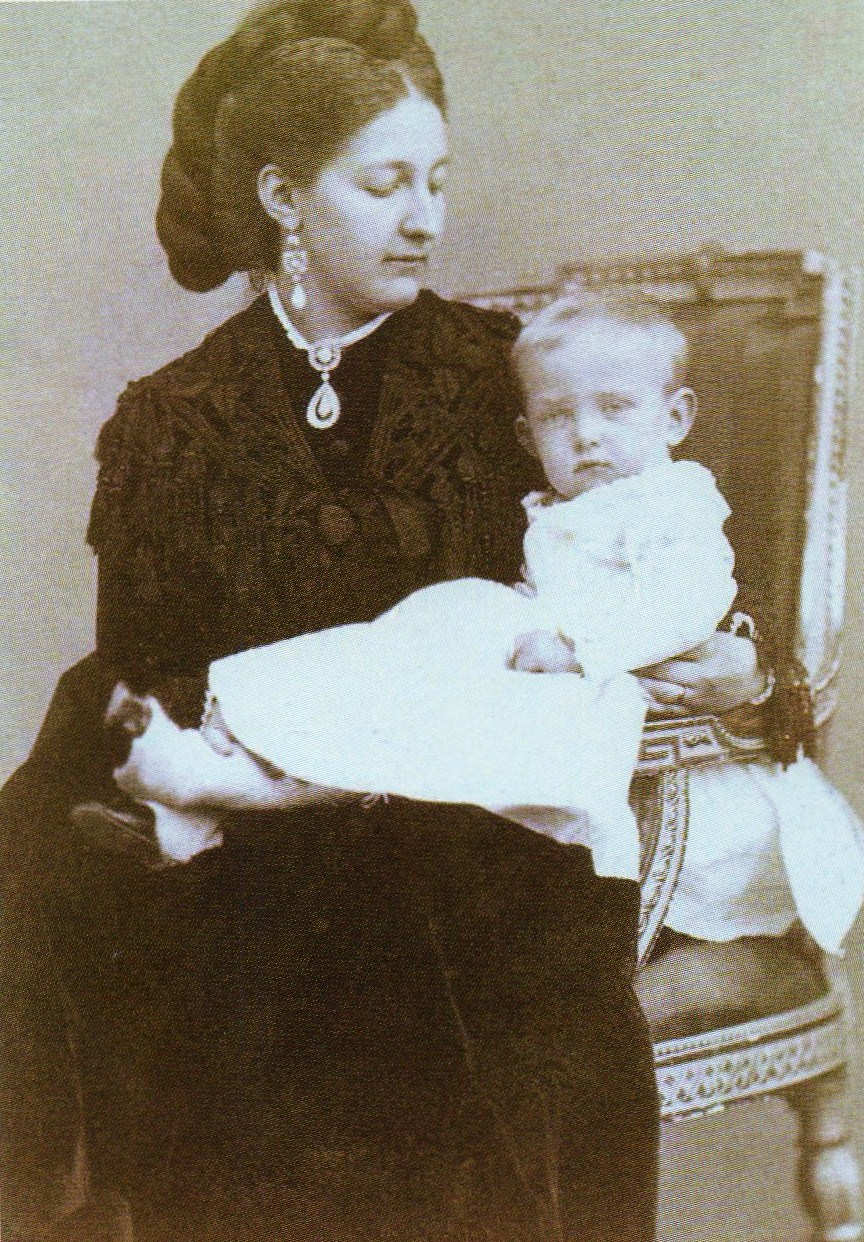
A rainha Maria Vitória com o filho, o príncipe das Astúrias.

Em 29 de janeiro de 1873, radicais extremistas aproveitaram um suposto desdém real, o adiamento do batismo do herdeiro devido a complicações no parto, deixando oficiais do governo aguardando, como pretexto para desafiar Amadeu I. Espalharam rumores de que o rei pretendia destituir Manuel Ruiz Zorrilla e formar um governo constitucionalista, alimentados por um encontro entre Amadeu e o general Serrano no palácio (Serrano recusou após consultar seu partido). Os radicais propuseram declarar as Cortes em sessão permanente, mas a ação rápida do governo impediu a medida; a Câmara apenas registrou o nascimento do príncipe sem celebrações. Amadeu comunicou a Ruiz Zorrilla que não "sofreria imposições" e estava "preparado para agir", escrevendo a seu pai no início de fevereiro sobre pensamentos de abdicação, suspeitando que Ruiz Zorrilla conspirava com republicanos contra a dinastia.
Um confronto decisivo surgiu sobre a reorganização do corpo de artilharia. Em janeiro, oficiais ameaçaram renunciar em massa se o general Baltasar Hidalgo de Quintana permanecesse como capitão-general do País Basco. O governo e as Cortes mantiveram a supremacia civil, afirmando Hidalgo e reorganizando o corpo, levando os oficiais a renunciar coletivamente. Em 6 de fevereiro, esses oficiais instaram Amadeu a intervir, oferecendo apoio a um golpe para dissolver as Cortes e suspender garantias. Ele recusou, mas se opôs à reorganização.
Nesse dia, Ruiz Zorrilla negou relatos da imprensa sobre a nomeação de Hidalgo como capitão-general da Catalunha, mas a confirmação no dia seguinte convenceu Amadeu de engano. Ele pressionou Ruiz Zorrilla em 7 de fevereiro para adiar a questão da artilharia e reter oficiais em meio à Guerra Carlista, mas as Cortes aprovaram suas renúncias e substituições por sargentos naquela noite, ratificadas pelo Senado em 8 de fevereiro. O moderado Fernando Calderón Collantes alertou que isso minava as prerrogativas reais, uma visão que Amadeu compartilhou, pois os oficiais entregaram armas antes que ele assinasse o decreto.

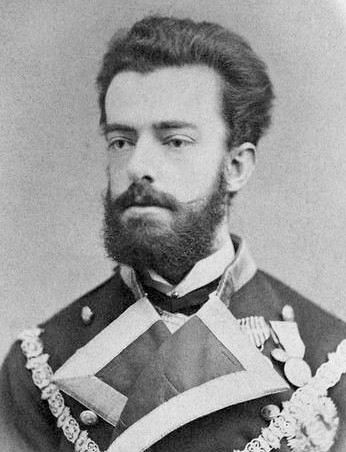
Amadeu I.

Amadeu considerou um governo constitucionalista e dissolução das Cortes, mas temia guerra civil, sem apoio da guarnição de Madrid controlada por radicais, apesar do apoio de generais como Topete, Serrano e Malcampo. Topete ofereceu ajuda constitucionalista em 7–8 de fevereiro, mas Amadeu recusou derramamento de sangue, assinando os decretos de artilharia em 8 de fevereiro após reunião do Conselho de Ministros. Ele propôs um governo de reconciliação com todos os apoiadores de 1870, avisando sobre abdicação caso contrário. O gabinete de Ruiz Zorrilla rejeitou após três reuniões. Em 9 de fevereiro, constitucionalistas enviaram telegrama a Serrano em Jaén para retornar; ele chegou em 10 de fevereiro, pronto para defender a dinastia, mas La Correspondencia de España anunciou a abdicação de Amadeu naquele dia.
Amadeu I assinou o decreto de reorganização do corpo de artilharia em 9 de fevereiro de 1873 e abdicou da coroa no dia seguinte, 10 de fevereiro, comunicando sua decisão às Cortes em 11 de fevereiro. Em sua mensagem, afirmou:
"Há mais de dois anos carrego a Coroa da Espanha... a Espanha vive em luta constante... todos os que agravam o sofrimento da nação são espanhóis... Em meio a esse clamor, é impossível encontrar um remédio... Busquei-o dentro da lei, e não o encontrei... Nenhum perigo me obrigaria a abdicar da coroa se fosse para o bem da Espanha... Tenho a firme convicção de que meus esforços seriam inúteis... Estas são as razões pelas quais devolvo a coroa... renunciando-a para mim, meus filhos e meus sucessores".
A única despedida oficial foi de Topete, um revolucionário de 1868 que se tornou lealista. Jorge Vilches responsabiliza os radicais de Ruiz Zorrilla por distorcerem o papel da Coroa, enfraquecendo o sistema partidário leal e fortalecendo os anti-monarquistas. No entanto, a hesitação de Sagasta e a relutância de Serrano também contribuíram para o colapso do regime.

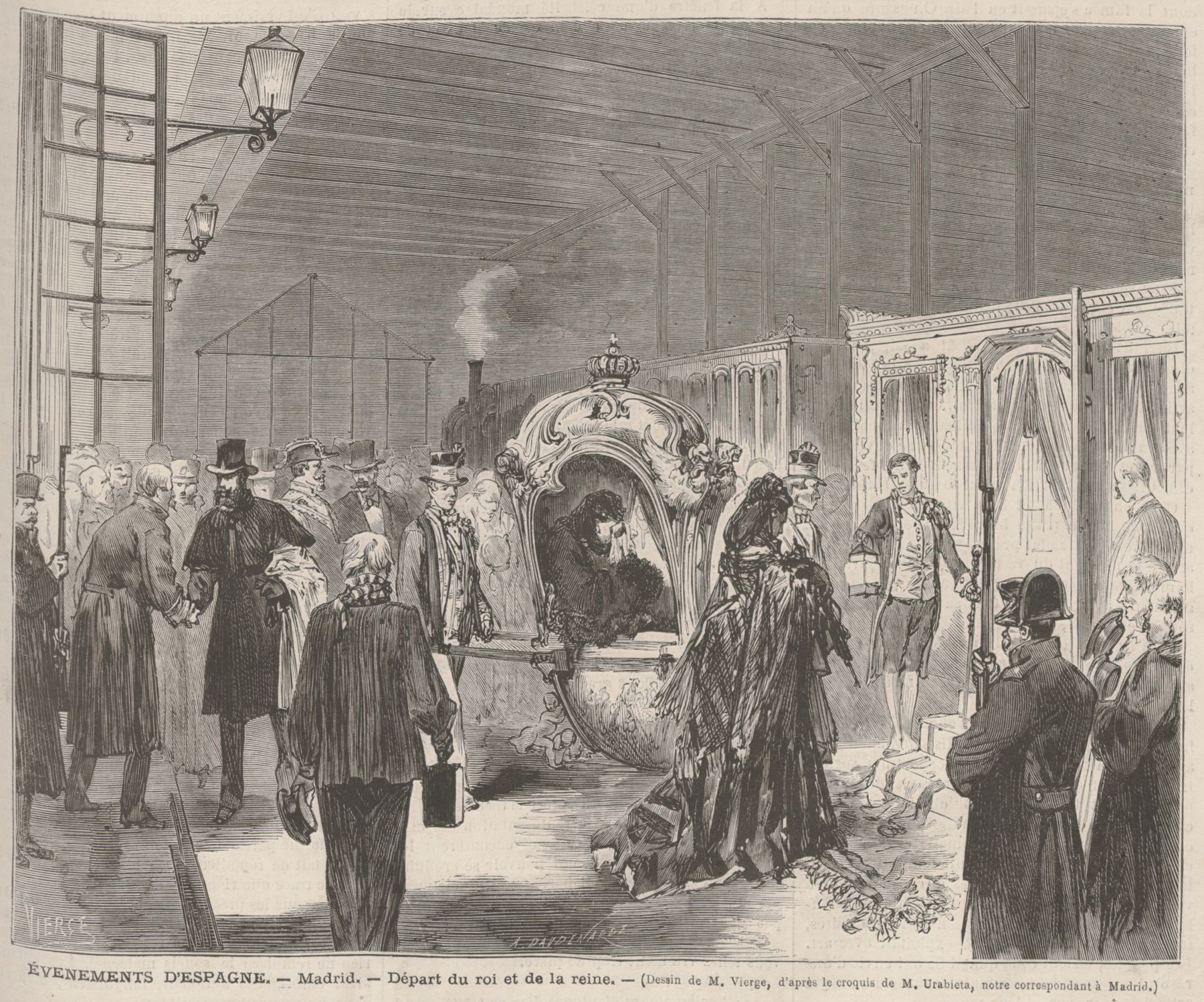
Gravura da partida dos reis da Espanha, publicada em 22 de fevereiro de 1873 pela revista Le Monde illustré.

Em 10 de fevereiro de 1873, com a notícia da abdicação de Amadeu I, federalistas em Madrid exigiram a proclamação da República. O gabinete de Manuel Ruiz Zorrilla se dividiu: os progressistas apoiaram um governo provisório e consulta popular, alinhando-se aos constitucionalistas, enquanto os democratas, liderados por Cristino Martos e Nicolás María Rivero, pressionaram por uma Convenção das Cortes para declarar a República, aproveitando sua maioria com os federalistas. Ruiz Zorrilla tentou suspender a sessão por 24 horas, mas Martos o desautorizou, declarando que as Cortes eram soberanas após a abdicação, com "nenhuma outra possibilidade senão a República". As Cortes se declararam permanentes, apesar da pressão das multidões, que foram dispersas pela Milícia Nacional.
Em 11 de fevereiro, ameaças de insurreição republicana às 15h forçaram uma ação. Martos, Rivero e o presidente do Senado, Estanislao Figuerola, reuniram ambas as câmaras como Assembleia Nacional. Após a leitura da carta de Amadeu, Martos transferiu o poder do governo para as Cortes, que, com 258 votos a favor e 32 contra, proclamaram a Primeira República Espanhola:
| “ | A Assembleia Nacional assume todos os poderes e declara a República como forma de governo... | ” |

Naquela noite, Estanislao Figueras foi eleito Presidente do Poder Executivo, liderando um gabinete radical-republicano: os republicanos Emilio Castelar (Estado), Francisco Pi y Margall (Interior) e Nicolás Salmerón (Justiça); os radicais José Echegaray (Finanças), Manuel Becerra (Obras Públicas), Francisco Salmerón (Ultramar), General Fernández de Córdoba (Guerra) e Almirante Beránger (Marinha). Martos tornou-se presidente da Assembleia com 222 votos contra 20 de Rivero.

## Últimos anos
Após sua abdicação em 1873, Amadeu I retornou à Itália, onde retomou o título de Duque de Aosta e se estabeleceu em Turim. A Primeira República Espanhola durou menos de dois anos, e em novembro de 1874, Afonso XII, filho de Isabel II, foi proclamado rei, com Antonio Cánovas del Castillo, primeiro-ministro intermitente da Espanha de 1873 até seu assassinato em 1897, servindo brevemente como regente.
Em 11 de setembro de 1888, casou-se com sua sobrinha, a princesa Maria Letícia Bonaparte. O casamento causou grande escândalo na corte italiana devido à diferença de idade de 22 anos e ao grau de parentesco entre os noivos. Apesar disso, obtiveram a necessária dispensa papal para a união. No entanto, deve ser sublinhado que, apesar de o papa ter dado permissão para o matrimónio, a consanguinidade do casal, bem como a de outras casas reais, acabaria por levar Papa Leão XIII a declarar, em 1902, que não seriam emitidas mais dispensas para este tipo de casamentos. O casal teve um filho:
1. Humberto, Conde de Salemi (1889–1918), morto durante a Primeira Guerra Mundial, vítima da gripe espanhola.

Amadeu morreu em 18 de janeiro de 1890, em Turim, vítima de pneumonia. Seu corpo foi sepultado na Basílica de Superga, em Turim, tradicional local de descanso dos membros da Casa de Saboia. 
Em sua memória, o compositor Giacomo Puccini dedicou-lhe a famosa elegia para quarteto de cordas Crisantemi.

## Títulos, estilos, honras e brasões

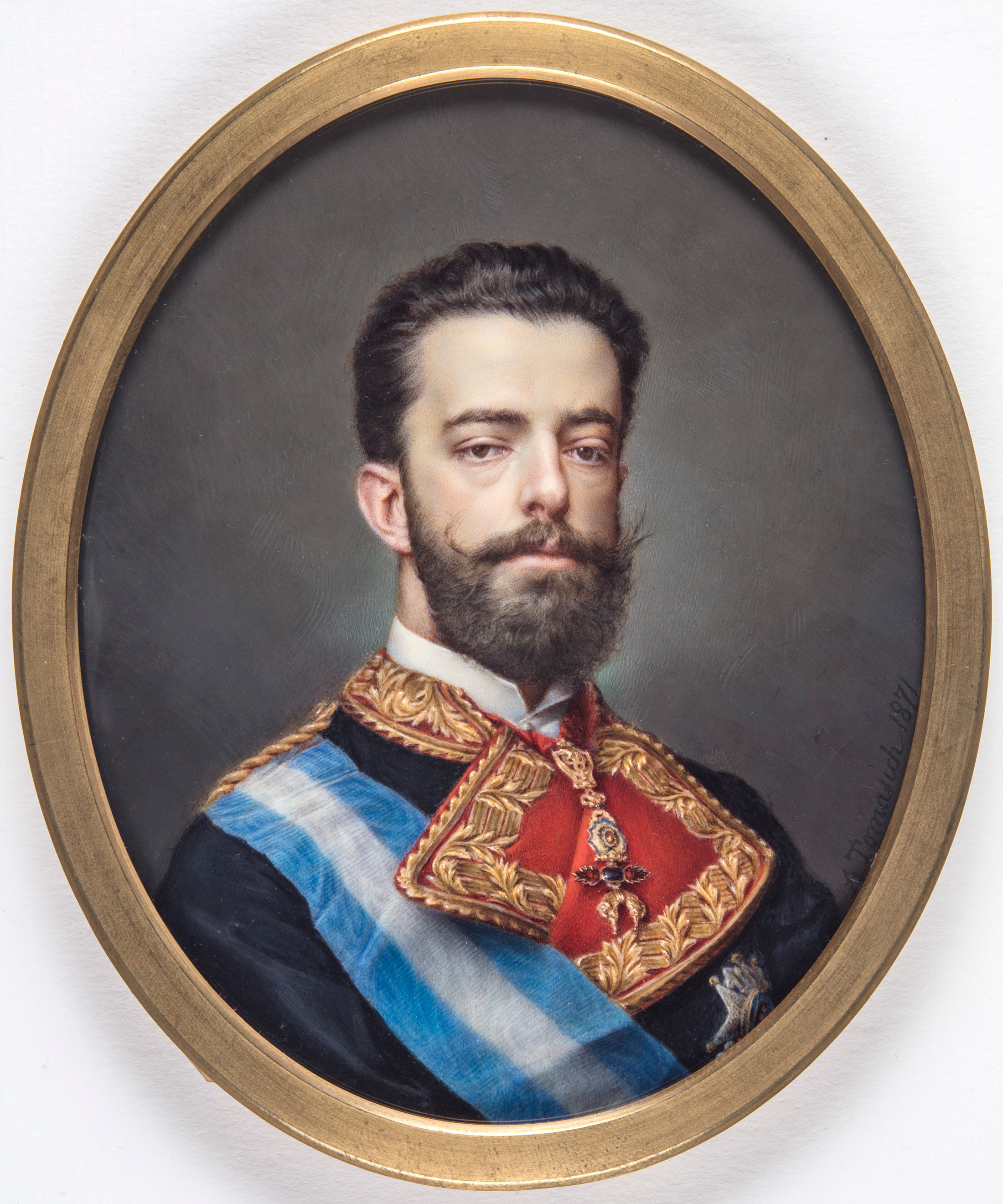
Retrato de Amadeu I ostentando a Ordem do Tosão de Ouro.

### Títulos e estilos
- 30 de maio de 1845 – 1 de fevereiro de 1871: "Sua Alteza Real, o Duque de Aosta"
- 1 de fevereiro de 1871 – 11 de fevereiro de 1873: "Sua Majestade, o Rei da Espanha"
- 11 de fevereiro de 1873 – 18 de janeiro de 1890: "Sua Alteza Real, o Duque de Aosta

### Honras
Nacionais (Itália e Espanha)
- 27 de setembro de 1862:  Cavaleiro da Ordem da Anunciação[81]
- 27 de setembro de 1862:  Grã-Cruz da Ordem dos Santos Maurício e Lázaro[82]
- 27 de setembro de 1862:  Grã-Cruz da Ordem da Coroa da Itália[83]
- 5 de dezembro de 1866:  Medalha de Ouro de Valor Militar[84]
- 28 de novembro de 1866:  Grã-Cruz da Ordem de Carlos III[85]

Estrangeiras
- 1875:  Grã-Cruz da Ordem de Santo Estêvão[86]
- 5 de setembro de 1863:  Grande Cordão da Ordem de Leopoldo[87]
- 19 de agosto de 1863:  Cavaleiro da Ordem do Elefante[88]
- 11 de setembro de 1882:  Grande Cordão da Ordem do Crisântemo[89]
- 27 de abril de 1875:  Grã-Cruz da Ordem de São Carlos[90]
- 13 de março de 1867:  Cavaleiro da Ordem da Águia Negra[91]
- 10 de março de 1881:  Grande Comandante da Ordem da Casa de Hohenzollern[92]
- 1879:  Cavaleiro da Ordem de Santo André[93]
- 2 de agosto de 1863:  Cavaleiro da Ordem do Serafim[94]
- 28 de dezembro de 1872:  Grã-Cruz da Ordem de Santo Olavo[95]

### Brasões
| Brasão de Amadeu como Duque de Aosta (1845–1890) | Brasão de Amadeu como Rei da Espanha (1871–1873) |